# Teresa Incháustegui Romero
Teresa del Carmen Incháustegui Romero (Ciudad de México, 15 de marzo de 1952) es una socióloga e investigadora mexicana. Graduada de la carrera de Sociología por la Universidad Nacional Autónoma de México y Doctora en Ciencias Políticas con especialización en política social por la Facultad Latinoamericana de Ciencias Sociales (FLACSO-México).
Desde 2014, es directora del Instituto de las Mujeres del Distrito Federal. Se ha desempeñado en diversos cargos públicos a nivel federal, enfocados en la creación de políticas públicas a favor de la equidad de género.

## Carrera

### Administración Pública
- El 15 de octubre de 2014 fue designada como la nueva directora del Instituto de las Mujeres del Distrito Federal por el jefe de gobierno capitalino Miguel Ángel Mancera.[1]
- Diputada federal en la LXI Legislatura (2009-2012) por el principio de representación proporcional por el Partido de la Revolución Democrática (PRD).[2]
- Asesora del Sistema Nacional para el Desarrollo Integral de la Familia (DIF).
- De 2002 a 2006 fue Directora de área en la Secretaría de Seguridad Pública Federal.[3]

- Directora general de Evaluación y Desarrollo Estadístico del Instituto Nacional de las Mujeres de México y de la Dirección General de Operación y Monitoreo de la misma institución.

#### Trabajo Legislativo
- Presidenta de la Comisión Especial para Conocer y dar Seguimiento a los Feminicidios en México[4][5]
- Presidenta de la Comisión de Seguridad Pública[6]
- Miembro de la Comisión de Equidad y Género[7]

### Docencia e Investigación
- Profesora en el Programa Interdisciplinario en Estudios de la Mujer (PIEM) de El Colegio de México (COLMEX).
- Profesora del Diplomado de Género y Política Públicas de FLACSO-México desde 2002.
- Fue directora y fundadora del Centro de Estudios para el Avance de las Mujeres y la Equidad de Género de la Cámara de Diputados.
- Es profesora-investigadora en el Posgrado en Humanidades y Ciencias Sociales de la Universidad Autonónoma de la Ciudad de México (UACM).
- Es profesora-investigadora en el Posgrado en Humanidades y Ciencias Sociales de la Universidad Autonónoma de la Ciudad de México (UACM).
- Realizó en 1996 una estancia de investigación en temas de política social en el Centro de Estudios Latinoamericanos de la Universidad de Georgetown en Washington D. C. y en 1998 en el Departamento de Ciencia Política y Derecho Público de la Universidad Autónoma de Barcelona.

### Reconocimientos
- En 2012 recibió la nota “Amicus Curiae” (Amigo de la Corte) por parte de la Corte Interamericana de Derechos Humanos.
- En 1987 recibió el premio "Jesús Silva Herzog" otorgado por la Facultad de Economía de la Universidad Nacional Autónoma de México (UNAM) por el artículo "La Reestructuración Económica del Empresariado en México" elaborado con Enrique de la Garza Toledo.[8]